# Borborillus scriptus
Borborillus scriptus är en tvåvingeart som först beskrevs av Malloch 1915.  Borborillus scriptus ingår i släktet Borborillus och familjen hoppflugor.
Artens utbredningsområde är Illinois. Inga underarter finns listade i Catalogue of Life.